# DarkPlanet.pl
DarkPlanet.pl – polski portal internetowy poświęcony muzyce rockowej, metalowej i gotyckiej oraz szeroko pojętej kulturze Dark Independent. Serwis utworzony został w styczniu 2006 roku na bazie nieistniejącego już bloga „Tenebrae” działającego od stycznia 1996 i hostowanego początkowo jako strona domowa na serwerach akademickich. W 1998 roku strona została przeniesiona na prv.pl, a następnie na polcom.pl. W 2006 roku magazyn został przemianowany na „DarkPlanet” i zaistniał pod samodzielną domeną darkplanet.pl. Strona ta została stworzona z myślą o ludziach interesujących się muzyką alternatywną, rockową, metalową oraz subkulturą gotycką. Od początku swojego istnienia portal miał na celu umożliwienie szerokiemu gronu użytkowników podzielenia się swoimi zainteresowaniami oraz opiniami na forum. Początkowo serwis DarkPlanet.pl miał być głównie muzycznym serwisem internetowym i taką funkcję pełnił do roku 2008, kiedy w jego kręgu zainteresowań pojawiła się literatura: początkowo muzyczna, potem traktująca coraz szerzej inne działy literatury jak fantasy czy science-fiction. W 2008 roku czasopismu został nadany numer ISSN: 1899-4032. Od 2009 roku serwis jest zarejestrowanym tytułem prasowym jako dziennik. W styczniu 2016 roku serwis świętował swoje oficjalne dziesięciolecie istnienia pod obecną nazwą i dwudziestolecie od zaistnienia w internecie.
Do 2017 serwis był też organizatorem, współorganizatorem oraz patronem medialnym ponad 2500 wydarzeń i festiwali muzycznych w Polsce i za granicą, w tym tak znanych jak Out Of Line Festival (Niemcy), Devilstone Open Air (Litwa), Brutal Assault (Czechy), Castle Fest (Serbia), Castle Party (Polska), Gotycka Twierdza, czy imprez cyklicznych „DarkPlanet Night”, „Temple of Goths”, „Finland Metal Night” (pod auspicjami Ambasady Finlandii). DarkPlanet objęło patronatem ponad 300 wydawnictw muzycznych, takich jak Fading Colours, XIII Stoleti, Clan of Xymox, Blindead czy Iluzjon oraz ponad 250 książkowych w tym takich autorów jak Jack Ketchum, Robert McCammon, Jacek Piekara, Andrzej Pilipiuk czy Jakub Ćwiek. Redaktorzy przeprowadzili ponad 200 wywiadów z polskimi i zagranicznymi artystami, w tym z takimi gwiazdami jak Killing Joke, Children of Bodom, Goijra, Diary Of Dreams, Accept, Acid Drinkers czy Renata Przemyk. W ramach umowy z zaprzyjaźnionymi stacjami radiowymi (SAR – Gdańsk, Afera – Poznań, Alfa – Kraków) informacje ukazywały się również w muzycznych audycjach radiowych. DarkPlanet był też wymieniany w literaturze oraz publikacjach naukowych dotyczących muzyki oraz kultury Dark Independent.